# محمد سلطان الخجندي
أبو عبد الكريم محمد سلطان بن محمد أورون بن محمد مير سيد المعصومي الخجندي، فقيه وعالم وقاض وداعية، وكان سلفي العقيدة، ورحالة من بلاد ما وراء النهر، ولد سنة 1297هـ/ 1880م.

## رحلاته في طلب العلم
أقام في بلدة خجندة وقرأ الصرف والنحو، وبعض الفقه والمنطق على علماء بلده، كالشيخ عبد الله بن محمد مراد المفنن الخجندي، ثم سافر إلى بخارى وأقام فيها ست سنين، وقرأ على علمائها على ما تعارفوه المنطق، والحكمة، والفقه كالهداية، والأصول كالتنقيح والتوضيح، وحاز ختم الكتب المتعارف عليه هناك، وقد أجازه عمدة علمائها وكتبوا له سند الإجازة، كالشيخ العلامة محمد عوض الخجندي، ثم في سنة 1322هـ/1904م، سافر إلى الحجاز ثم أقام بمكة المكرمة، سنة ونصف وأخذ عن علمائها والواردين عليها، وكلهم أجازوه، كالشيخ علي كمال الحنفي المكي، والشيخ محمد سعيد بابصيل المفتي بها سابقا، ثم سافر للمدينة المنورة وأقام بها عدة أشهر وأخذ عن علمائها فأجازوه، ثم سافر إلى بلاد الشام، وأقام بدمشق أشهرا، وأخذ الإجازة عن الشيخ بدر الدين بن يوسف المغربي مدرس دار الحديث، والشيخ عبد الحكيم الأفغاني الحنفي والشيخ محمد عارف المنير، وغيرهم، ثم قدم بيروت، وأخذ عن الشيخ يوسف النبهاني الشافعي، والشيخ عبد الرحمن الحوت وغيرهما. ثم سافر لبيت المقدس وبعدها قدم مصر وأقام في الجامع الأزهر في القاهرة بالرواق السليماني، وأخذ عن الشيخ محمد بخيت المطيعي، والشيخ عبد الرحمن الشربيني، وغيرهما. ثم سافر إلى الإسكندرية. ثم إلى الأستانة (أستانبول)، وأقام فيها عدة أشهر وأخذ عن الشيخ إسماعيل حقي المناسترلي، والشيخ جمال الدين الحنفي، وغيرهما.
ثم رجع إلى خجندة، وأقام في داره الكائنة في محلة توغباخان وبنى فيها مكتبة نفيسة، وجمع أصناف الكتب الدينية، وأشتغل بالتدريس والتأليف حسبة لله، ولم يأخذ على تدريسه أجرا، وكان قوته من فيض تجارته.

## سجنه
عندما حدث الانقلاب الشيوعي البلشفي عام 1335هـ/ 1917م، اغتر عامة الناس في خجندة بالانقلاب ورفعوا أعلام منقوش عليها عبارة (لا إله إلا الله محمد رسول الله) وتحتها (الحرية والمساواة والعدالة)، وأسسوا مجالس الحكم، وأنتخبوا المعصومي رئيسا لمجلس الحكم، فسافر إلى موسكو للاشتراك في مجالس الشيوخ والمبعوثين، إلا أن الوضع لم يستقر سوى بضعة أشهر، وبدأت الحكومة الشيوعية بقتل وسجن العلماء المسلمين وتهجيرهم وسفروا بالآلاف إلى منطقة قرب القطب المتجمد، فهلك غالبيتهم، ونجا المعصومي حيث سجن سنة 1342هـ، في خجندة.
وفي عام 1344هـ/ 1925م، سجن مرة أخرى، ونجى من السجن وسافر إلى مرغينان، فأستقبله أهلها وعينوه قاضيا، وكانت الأجهزة الأمنية الشيوعية تراقبه مراقبة شديدة، فاعتزل القضاء لعدم إمكان الحكم بالحق، ولكن المحن لازمته فناظر الملاحدة في طاشقند على مرأى من الجميع، وأفحمهم برأيه، ولما عاد لبيته في مرغينان من بلاد فرغانة هجم خصومه على بيتهِ وسرقوه وصادروا أمواله، وحكموا عليه بالإعدام رميا بالرصاص، ولكنه نجا منهم وتمكن من الفرار إلى الصين، ولبث بها بضع سنين.
وفي عام 1353هـ/ 1934م، خرج من الصين عازما التوجه إلى مكة، فوصلها في مستهل شهر ذي القعدة سنة 1353هـ، وأستوطنها، وصار مدرسا في دار الحديث في مكة، وكان يدرس في أشهر الحج بالبيت العتيق وباللغة التركية، ويحضر دروسه الحجاج الأتراك، وعن طريقهم كان يراسل أباه وذويه.

## من مؤلفاته
- هدية السلطان إلى مسلمي بلاد الجابان
- هدية السلطان إلى قراء القرآن.
- العقود الدرية السلطانية.
- حبل الشرع المتين وعروة الدين المبين.
- سيف الأدب فيمن غير النسب.
- البرهان الساطع في تبرؤ المتبوع من التابع.
- تمييز المحظوظين عن المحرومين في تجريد الدين وتوحيد المرسلين.
- الذهب الأصيل في الحوض المدور والطويل.
- هدية السلطان في أختلاف حروف القرآن.
- أسامي البلدان من تحرير السلطان.
- اللآليء العالية في الرحلة الحجازية.
- الدرة الثمينة في حكم الصلاة في ثياب البذلة.
- الدرر الفاخرة في الآثار الخالية والحكايات الرابحة.
- الفوائد الرابحة في ذيل الرحلة الحجازية.
- الدر المصون في أسانيد علماء الربع المسكون.
- تحفة الأبرار في فضائل سيد الأستغفار.
- تنبيه النبلاء من العلماء.
- عقد الجوهر الثمين في تكملة حبل الشرع المتين.
- تحفة السلطان في تربية الشبان.
- جلاء البوس في أنقلاب بلاد الروس.
- رفع الألتباس في أمر الخضر والياس.
- سند الإجازة لطالب الإفادة.
- السيف الصارم الحتوف في تخطئة موسى بيكييوف.
- القول السديد في تفسير سورة الحديد.
- المستدرك على الأسانيد المستهلك.
- الهدية العصومية في نظام التجارة.
- هدية المهتدين في مقدمة الشرع المتين.
- أوضح البرهان في تفسير أم القرآن.

## وفاته
توفي في مكة سنة 1380هـ/ 1960م، عن عمر ناهز الثمانين عاما.